# نفوذی (فیلم ۱۹۹۹)
افشاگر (به انگلیسی: The Insider) یک فیلم درام آمریکایی محصول سال ۱۹۹۹ است مایکل مان آن را کارگردانی کرده‌است و آل پاچینو، راسل کرو، کریستوفر پلامر، بروس مک‌گیل، دایان ونورا و مایکل گمبون از ستارگان اصلی فیلم هستند.
این فیلم بر اساس داستان ساخت یکی از قسمت‌های برنامهٔ گفتگو محور ۶۰ دقیقه (پخش شده/در حال پخش از شبکه سی‌بی‌اس آمریکا) ساخته شده‌است. این قسمت شصت دقیقه مربوط به افشاگری جفری ویگاند است که اطلاعات و افشاگری‌های مهمی دربارهٔ پشت پردهٔ صنعت تنباکو و دخانیات در ایالات متحده را برملا می‌کرد. این قسمت از برنامهٔ ۶۰ دقیقه ابتدا با حذف بخش‌هایی از آن در نوامبر سال ۱۹۹۵ میلادی بر روی آنتن رفت اما در فوریهٔ سال بعد به صورت کامل و بدون سانسور پخش شد.
این فیلم با بودجه‌ای ۶۸ میلیون دلاری ساخته شد اما تنها توانست ۶۰ میلیون دلار از سرمایه را بازگرداند. برخلاف عدم اقبال از سوی مخاطبان، فیلم بازخوردهای غالباً مثبتی در میان منتقدان داشت و در بانک اطلاعات اینترنتی فیلم‌ها امتیاز ۷/۹ از ۱۰، و در راتن تومیتوز امتیاز ۹۶ از ۱۰۰ را کسب کرد.

## تولید
با بودجه ای که 68 میلیون دلار تعیین شده بود،  مان شروع به جمع آوری حجم عظیمی از اسناد برای تحقیق در مورد وقایع به تصویر کشیده شده در فیلم کرد: گزارش های خبری و رونوشت های برنامه 60 دقیقه در آن برهه از زمان. مان که فیلمنامه فیلم چوپان خوب از اریک راث را که درباره 25 سال نخست تشکیل سازمان سیا است را خوانده بود، راث را ترغیب کرد تا در نوشتن فیلمنامه فیلم جدیدش به او کمک کند. مان و راث چندین طرح کلی را با هم نوشتند و در مورد ساختار داستان صحبت کردند. راث بارها برای تحقیق و مصاحبه با لوول برگمان همنشین شد. 
بعد از اینکه راث و مان اولین پیش نویس را با هم در بار یک رستوران در سانتا مونیکا نوشتند، راث به ملاقات وایگند رفت. وایگند در آن زمان همچنان زیر فشار قرارداد حفظ اسرار بود و برای مان و راث به تفسیر جزئیات رویداد نپرداخت. در برداشت اولیه راث وایگند را دارای شخصیت دفاعی توصیف کرد. 
با پیش‌روی فرآیند نوشتن فیلمنامه راث و مان تصمیم به اضافه کردن دیالوگ‌ها و نوشتن سکانس‌ها با جزئیات ساختگی اما در خدمت روایت رویداد اصلی گرفتند. هیچ‌کدام از آنها علاقه‌ای به ساخت یک مستند تمام نداشتند. 
وال کیلمر مورد توجه مان برای نقش جفری وایگاند بود. اما تهیه کننده پیتر یان بروژ این نقش را به راسل کرو پیشنهاد داد. مان موفق به ملاقات کرو در آلاسکا و در تعطیلات یک روزه بازیگر شد و از او خواست صحنه هایی از فیلمنامه افشاگر را برای دو تا سه ساعت بخواند. راسل کرو صحنه مطلع شدن وایگند از پخش نشدن مصاحبه‌اش در 60 دقیقه را بازی کرد و مان را بسیار تحت تاثیر قرار داد. کرو، که در آن زمان فقط 33 سال داشت، از بازی در نقش فردی بسیار بزرگتر از خودش در زمانی که بازیگران خوب زیادی در آن رده سنی وجود داشت واهمه داشت.

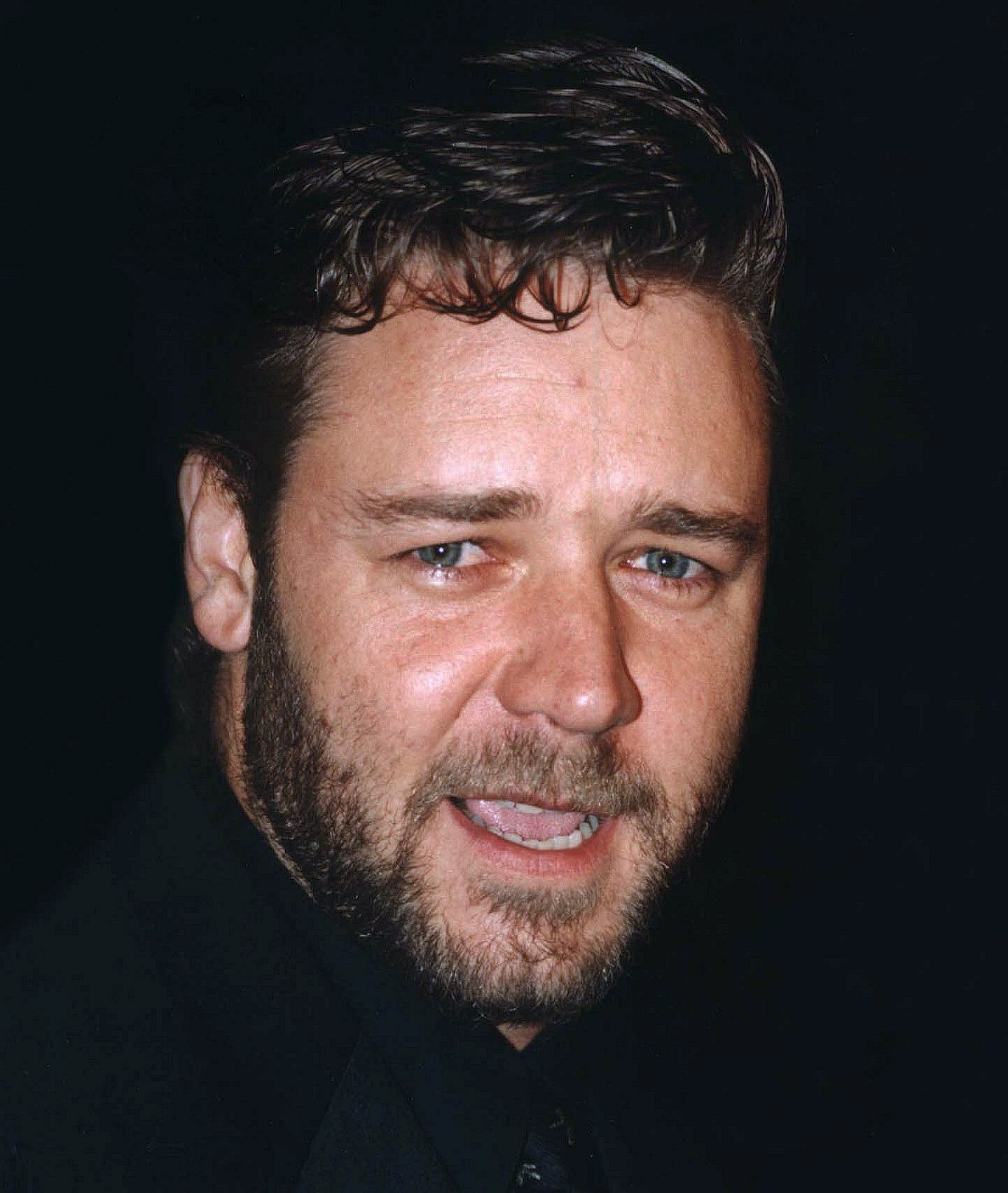
راسل کرو، 1999

کرو برای این نقش 35 پوند (16 کیلوگرم) وزن اضافه کرد، خط موی خود را تراشید، موهایش را هفت بار دکلره کرد و روزانه چین و چروک و لکه های کبدی را روی پوستش اعمال می کرد تا خود را به وایگند در اواسط پنجمین دهه زندگیش تبدیل کند. 
از طرفی آل پاچینو تنها گزینه مان برای بازی در نقش لوول برگمان بود. او می خواست مخاطب نقشی را از پاچینو ببیند که تا به حال در فیلمی ندیده بود. پاچینو که قبلاً در مخمصه با مان کار کرده بود، بیش از حد مایل بود که این نقش را بازی کند. برای تحقیق در مورد فیلم، مان و پاچینو با خبرنگاران مجله تایم معاشرت کردند و نیز زمانی را با ABC نیوز گذراندند. پاچینو برای ارائه بهتر نقش در واقع با برگمن ملاقات کرد.
پاچینو به مان پیشنهاد داد تا کریستوفر پلامر را در نقش مایک والاس انتخاب کند. پاچینو بارها این بازیگر کهنه کار را روی صحنه تئاتر دیده بود و از طرفداران پر و پا قرص کارهای پلامر بود. مان همچنین از دهه 1970 می خواست با پلامر کار کند. پاچینو به مان گفت که پلامر را در فیلمی از سیدنی لومت به نام عشق بازیگری تماشا کند و پس از آن او تنها انتخاب کارگردان برای بازی در نقش والاس بود – پلامر مجبور به تست بازیگری نبود. او با مان ملاقات کرد و پس از چندین گفتگو برای بازی در فیلم انتخاب شد. 

## بازخوردها
راجر ایبرت از شیکاگو سان تایمز به فیلم سه و نیم ستاره از چهار ستاره داد و "قدرت آن در جذب، سرگرمی و خشم" را ستود.
دیوید آنسن از مجله نیوزویک نوشت: "مان احتمالاً می تواند فیلمی در مورد پرچ کردن سوزن بسازد. او با استفاده از یک بوم نقاشی بزرگ، بازیگران بزرگ شخصیت‌پرداز و فوق العاده را با چشم قوی خود در ترکیب‌بندی در هم می‌آمیزد، آن نوع از حماسه‌هایی را می‌آفریند که هالیوود عمده آنها را به سمت تلویزیون روانه ساخته - و به ما نشان می دهد که چگونه فیلم‌ها می توانند این کار را بهتر انجام دهند."
کوئنتین تارانتینو، The Insider را در فهرست 20 فیلم برتر خود قرار داد که پس از 1992 (سال آغاز حرفه او) ساخته شده‌اند.

## بازیگران
- آل پاچینو در نقش لوول برگمن
- راسل کرو در نقش جفری ویگند
- کریستوفر پلامر در نقش مایک والاس
- دایان ونورا در نقش لیان ویگند
- فیلیپ بیکر هال در نقش دان هویت
- لیندسی کروس در نقش شارون تیلر
- دبی میزار در نقش دبی د لوکا
- رنه اولستاد در نقش دبورا ویگند
- هلی آیزنبرگ در نقش باربارا ویگند
- استیون توبولوسکی در نقش اریک کلاستر
- کلم فیور در نقش ریچارد اسکراگز
- بروس مک‌گیل در نقش ران موتلی
- جینا گرشان در نقش هلن کاپرلی
- مایکل گمبون در نقش توماس زاندفور
- ریپ تورن در نقش جان اسکانلن
- کلیف کرتیس در نقش شیخ فدل‌الله
- Gary Sandy در نقش وکیل زاندفور
- راجر بارت در نقش مدیر هتل
- جک پالادینو در نقش خودش
- مایک مور در نقش خودش

## جوایز و افتخارات
| جوایز                       | جوایز          | جوایز                         | جوایز                                       | جوایز    |
| جایزه                       | تاریخ برگزاری  | دسته                          | نامزدها و دریافت‌کنندگان                     | نتیجه    |
| --------------------------- | -------------- | ----------------------------- | ------------------------------------------- | -------- |
| جایزه اسکار                 | ۲۶ مارس ۲۰۰۰   | بهترین فیلم                   | مایکل مان و پیتر یان بروگه                  | نامزدشده |
| جایزه اسکار                 | ۲۶ مارس ۲۰۰۰   | بهترین کارگردان               | مایکل مان                                   | نامزدشده |
| جایزه اسکار                 | ۲۶ مارس ۲۰۰۰   | بهترین بازیگر مرد             | راسل کرو                                    | نامزدشده |
| جایزه اسکار                 | ۲۶ مارس ۲۰۰۰   | بهترین فیلم‌نامه اقتباسی       | مایکل مان و اریک راث                        | نامزدشده |
| جایزه اسکار                 | ۲۶ مارس ۲۰۰۰   | بهترین فیلم‌برداری             | دانته اسپینوتی                              | نامزدشده |
| جایزه اسکار                 | ۲۶ مارس ۲۰۰۰   | بهترین تدوین                  | ویلیام گلدنبرگ، پائول رابل و دیوید روزنبلوم | نامزدشده |
| جایزه اسکار                 | ۲۶ مارس ۲۰۰۰   | بهترین میکس صدا               | اندی نلسون، دوگ همفیل و لی اورلوف           | نامزدشده |
| جوایز فیلم بفتا             | ۹ آوریل ۲۰۰۰   | بهترین بازیگر مرد             | راسل کرو                                    | نامزدشده |
| انجمن منتقدان پخش فیلم      | ۲۴ ژانویه ۲۰۰۰ | بهترین بازیگر مرد             | راسل کرو                                    | برنده    |
| انجمن منتقدان فیلم بوستون   | ۱۲ دسامبر ۱۹۹۹ | بهترین بازیگر مکمل مرد        | کریستوفر پلامر                              | برنده    |
| جایزه گلدن گلوب             | ۲۳ ژانویه ۲۰۰۰ | بهترین فیلم - درام            |                                             | نامزدشده |
| جایزه گلدن گلوب             | ۲۳ ژانویه ۲۰۰۰ | بهترین کارگردان               | مایکل مان                                   | نامزدشده |
| جایزه گلدن گلوب             | ۲۳ ژانویه ۲۰۰۰ | بهترین فیلم‌نامه               | مایکل مان و اریک روث                        | نامزدشده |
| جایزه گلدن گلوب             | ۲۳ ژانویه ۲۰۰۰ | بهترین بازیگر مرد - درام      | راسل کرو                                    | نامزدشده |
| جایزه گلدن گلوب             | ۲۳ ژانویه ۲۰۰۰ | بهترین موسیقی                 | پیتر بورک و لیسا جرارد                      | نامزدشده |
| حلقه منتقدان فیلم لندن      | ۲ مارس ۲۰۰۰    | بهترین بازیگر مرد             | راسل کرو                                    | نامزدشده |
| انجمن منتقدان فیلم لس آنجلس | دسامبر ۱۹۹۹    | بهترین فیلم                   |                                             | برنده    |
| انجمن منتقدان فیلم لس آنجلس | دسامبر ۱۹۹۹    | بهترین کارگردان               | مایکل مان                                   | نامزدشده |
| انجمن منتقدان فیلم لس آنجلس | دسامبر ۱۹۹۹    | بهترین بازیگر مرد             | راسل کرو                                    | برنده    |
| انجمن منتقدان فیلم لس آنجلس | دسامبر ۱۹۹۹    | بهترین بازیگر مکمل مرد        | کریستوفر پلامر                              | برنده    |
| انجمن منتقدان فیلم لس آنجلس | دسامبر ۱۹۹۹    | بهترین فیلمبرداری             | دانته اسپینوتی                              | برنده    |
| جامعه ملی منتقدان فیلم      | ۲۰۰۰           | بهترین بازیگر مرد             | راسل کرو                                    | برنده    |
| جامعه ملی منتقدان فیلم      | ۲۰۰۰           | بهترین بازیگر مکمل مرد        | کریستوفر پلامر                              | برنده    |
| جایزه انجمن بازیگران فیلم   | ۱۲ مارس ۲۰۰۰   | بهترین بازیگر مرد             | راسل کرو                                    | نامزدشده |
| جایزه ستلایت                | ۱۶ ژانویه ۲۰۰۰ | بهترین فیلم - درام            |                                             | برنده    |
| جایزه ستلایت                | ۱۶ ژانویه ۲۰۰۰ | بهترین کارگردان               | مایکل مان                                   | برنده    |
| جایزه ستلایت                | ۱۶ ژانویه ۲۰۰۰ | بهترین بازیگر مرد-درام        | راسل کرو                                    | نامزدشده |
| جایزه ستلایت                | ۱۶ ژانویه ۲۰۰۰ | بهترین بازیگر مرد-درام        | آل پاچینو                                   | نامزدشده |
| جایزه ستلایت                | ۱۶ ژانویه ۲۰۰۰ | بهترین بازیگر مکمل مرد - درام | کریستوفر پلامر                              | نامزدشده |
| جایزه ستلایت                | ۱۶ ژانویه ۲۰۰۰ | بهترین تدوین                  |                                             | نامزدشده |